# Palais Lotzbeck

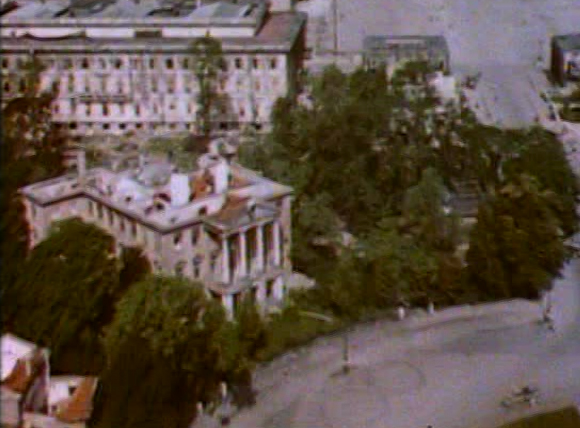
Das beschädigte Palais 1945 (Ausschnitt aus einer Luftaufnahme)

Das Palais Lotzbeck war ein Stadtpalais in München. Es entstand Ende des 19. Jahrhunderts durch Umbau des früheren Palais Asbeck, das zu Beginn des 19. Jahrhunderts errichtet worden war.

## Geschichte

### ErstbebauungPalais Asbeck
Das ursprüngliche Palais, benannt nach  seinem Bauherrn Franz Wilhelm Freiherr von Asbeck, gilt als das „erste freistehende Privathaus in München“. Karl von Fischer plante es für das Grundstück Barer Straße 13. Westlich der Residenz, auf dem Weg zum neuen Sommerschloss Nymphenburg, sollte eine Gartenstadt entstehen, das Palais wurde als Musterhaus geplant.

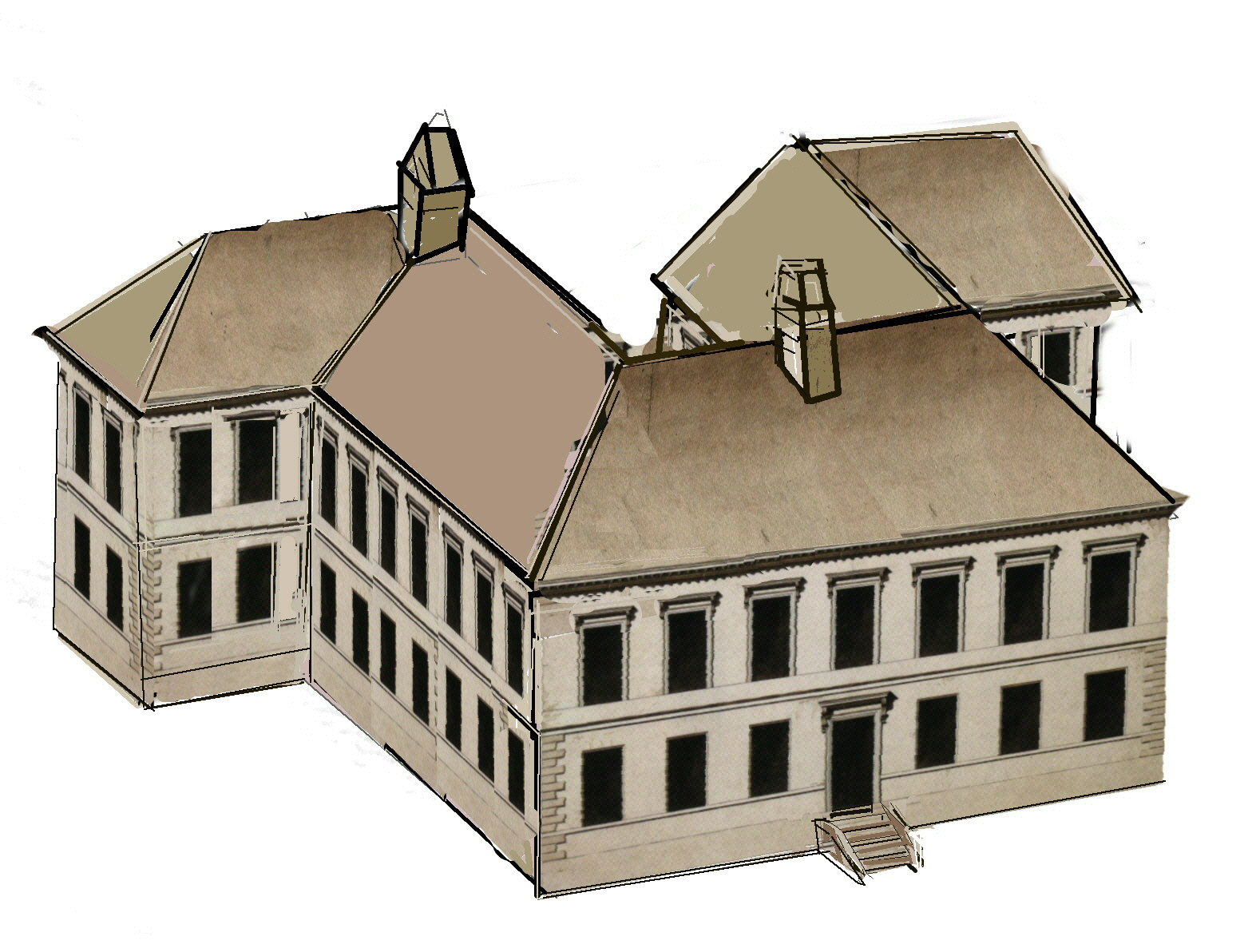
Rekonstruierte Perspektive des ehemaligen Palais Asbeck

Die Kavaliershäuser am halbkreisförmigen Schlossrondell in Nymphenburg entsprachen den Planungen des jungen Baurats Fischer an der Brienner Straße, die damals noch Königsstraße hieß. Den Neubau bemaß der Architekt und Akademieprofessor in „bayerischen Werkschuh“, weil das napoleonische metrische System im Königreich Bayern noch nicht eingeführt worden war. Die Proportionen waren zu vergleichen mit denen der spätbarocken Gaststätte Fasanerie in Hartmannshofen. Die Form des rückseitig sich öffnenden Rechteckhofs war verwandt mit den beiden Flankenbauten am Schlossrondell.
Bauherr des zweigeschossigen Hauses mit dem mächtigen Walmdach über den sieben Fensterachsen war der „Vorstand der Steuer- und Domänen-Sektion“, Finanzpräsident Franz Wilhelm Freiherr von Asbeck: „Während seines achtjährigen Aufenthalts in München feuerte er vorzüglich den Baugeist durch viele schöne Proben seines guten Geschmacks und seiner Baukenntnisse, die er an den äußeren Formen sowohl als an der inneren Einrichtung mehrerer von ihm neu aufgeführten Gebäude ablegte.“
Die Idee der Flankierung eines zurückgesetzten Haupthauses durch zwei Nebengebäude dürfte auf die Villa Thiene in Andrea Palladios Werk über die Architektur zurückgehen. Fischer war im Winter 1809 von einer Italienreise zurückgekehrt.
Die Zeichnungen für die Hauptfassade, Badetempel, Stallgebäude mit Kutscherstube, die Ansichten „des Gartensalons und der beiden Blumen-Häuser“ sind im Architekturmuseum der Technischen Universität München erhalten. Die Genehmigung des Entwurfs wurde durch den König Max I. Joseph am 5. Juli 1809 erteilt.
Der mit einem Kranzgesims und zwei Voluten geschmückte Haupteingang war auf eine Fontäne inmitten des kreisrunden, nach der Königin Karoline benannten Karolinenplatzes ausgerichtet. Erst 1833 wurde dort der Obelisk aufgestellt. Als Einfassung waren die beiden heute noch vorhandenen Nebengebäude vorgelagert: ein Pavillon für die Dienerschaft samt Räumen für die Kutsche und den Stall an der Barer Straße sowie ein südwärts offener kleiner Salon an der Brienner Straße. Im Garten hinter der vorstädtischen Villa stand ein dem Pantheon nachempfundenes Badehaus.
Als Hausbesitzer folgten die Kavalleriegeneräle von Hompesch (1825) und Waldbott von Bassenheim (1848). Ferdinand Freiherr von Lotzbeck erwarb das Anwesen vom französischen Gesandten Baron Paul von Bourgoin.

### Umbau zumPalais Lotzbeck

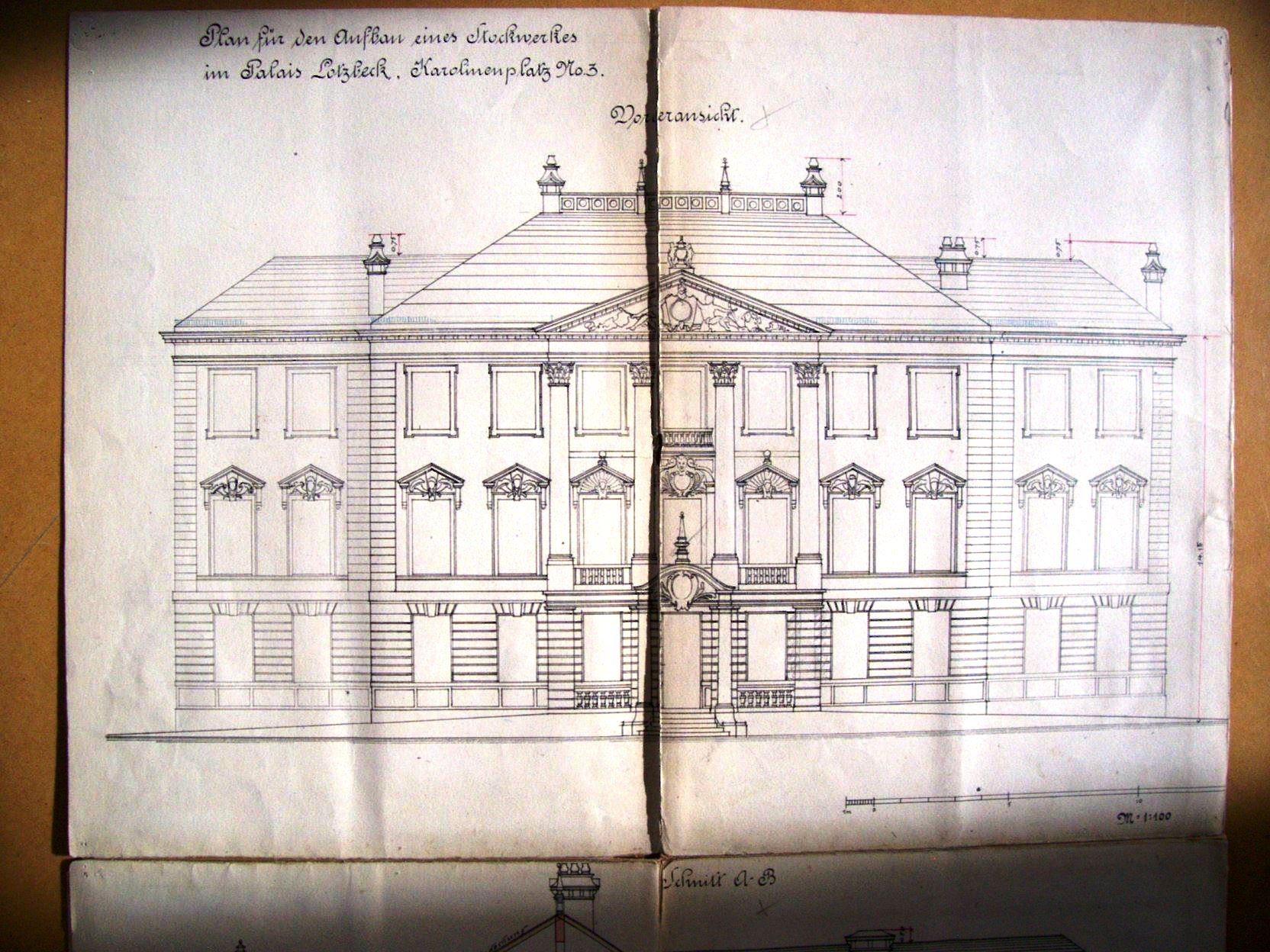
Plan für den Umbau

Der Architekt Eugen Behles plante im Frühjahr 1896 die Aufstockung mit einer historistisch verkleideten dritten Etage für das alte Palais und dessen Umgestaltung im neobarocken Stil. An die Stelle des über fünf Stufen erreichbaren Eingangs trat ein mit vier Säulen geschmückter Portikus samt Auffahrt, die es erlaubte, standesgemäß mit der Kalesche zwei- oder vierspännig anzurollen und geschützt das Haus zu betreten. An der Rückseite entstand ein verglaster Wintergarten. Die Bauabnahme durch die königliche Lokalbaukommission erfolgte am 10. Mai 1898.
Nach dem Münchner Stadtadreßbuch wohnten hier im Jahr 1931 Ferdinand Freiherr von Lotzbeck und seine Ehefrau Elise, Gutsbesitzer in Aeschach, Eugen Freiherr von Lotzbeck, Karl Freiherr von Lotzbeck und die Vibeke Maria Freiin von Lotzbeck.
1941 beherbergte das Anwesen den Reichsschatzmeister der Nationalsozialistischen Deutschen Arbeiterpartei, das Amt für Fernmeldewesen, die Buchbinderei sowie die Buchdruckerei der Reichsleitung. Das Gebäude wurde 1944 durch einen Luftangriff beschädigt, aber erst 1955 abgebrochen. Vorher wurde erwogen, die Mängel auszubessern und die Bayerische Akademie der Wissenschaften hier unterzubringen.
1957 wurde auf dem freigeräumten Grundstück das Amerika-Haus fertiggestellt.